# Lidl-Trek Future Racing
Lidl-Trek Future Racing is een Amerikaanse continentale wielerploeg en opleidingsploeg van Lidl-Trek.

## Geschiedenis
De ploeg Lidl-Trek Future Racing werd in 2024 opgericht als opleidingsploeg van Lidl-Trek en kreeg een continentale licentie. Na een seizoen maakten vier renners al de stap hogerop dit waren: Niklas Behrens, Tim Torn Teutenberg, Axandre Van Petegem en Mats Wenzel. Voor het seizoen 2025 tekende drie nieuwe renners Hector Álvarez, Andrea Bessega en Sebastian Grindley.

## Ploegnamen
| Jaar  | Naam                    | UCI-code |
| ----- | ----------------------- | -------- |
| 2024- | Lidl-Trek Future Racing | LTF      |

## Renners
| Voormalig Niklas Behrens (2024) Tim Torn Teutenberg (2024) Axandre Van Petegem (2024) Mats Wenzel (2024) | 2025 Nils Aebersold (2024-) Kristian Egholm (2024-) Patrick Boje Frydkjær (2024-) Cole Kessler (2024-) Louis Leidert (2024-) Matteo Milan (2024-) Liam O'Brien (2024-) Martin Pedersen (2024-) Cameron Rogers (2024-) Jakob Söderqvist (2024-) Paul Verbnjak (2024-) Héctor Álvarez (2025-) Andrea Bessega (2025-) Sebastian Grindley (2025-) |

## Overwinningen
2024
Youngster Coast Challenge: Niklas Behrens
Algemeen klassement Olympia's Tour: Tim Torn Teutenberg
Parijs-Roubaix voor beloften: Tim Torn Teutenberg
1e etappe Le Tour de Bretagne Cycliste: Tim Torn Teutenberg
3e etappe Le Tour de Bretagne Cycliste: Jakob Söderqvist
Algemeen klassement Le Tour de Bretagne Cycliste: Jakob Söderqvist
1e etappe Flèche du Sud: Tim Torn Teutenberg
4e en 5e etappe Flèche du Sud: Jakob Söderqvist
1e etappe Giro d'Italia Next Gen: Jakob Söderqvist
Zweeds kampioenschap tijdrijden, elite: Jakob Söderqvist
Duits kampioenschap tijdrijden, beloften: Tim Torn Teutenberg
Duits kampioenschap op de weg, beloften: Niklas Behrens
Luxemburgs kampioenschap tijdrijden, beloften: Mats Wenzel
Luxemburgs kampioenschap op de weg, beloften: Mats Wenzel
Proloog Ronde van Oostenrijk: Cameron Rogers
Chrono des Nations: Jakob Söderqvist
2025
POREČ Classic: Matteo Milan
1e etappe Circuit des Ardennes: Patrick Boje Frydkjær
Parijs-Roubaix voor beloften: Albert Withen Philipsen
3e etappe Alpes Isère Tour: Matteo Milan
Amerikaans kampioenschap tijdrijden, beloften: Cole Kessler
Zweeds kampioenschap tijdrijden, elite: Jakob Söderqvist